# 諾里斯港 (新澤西州)
諾里斯港（英語：Port Norris）是位於美國新澤西州坎伯蘭縣的普查規定居民點。

## 人口
根據2020年美國人口普查的數據，諾里斯港的面積為17.93平方千米，當中陸地面積為16.52平方千米，而水域面積為1.41平方千米。當地共有人口1111人，而人口密度為每平方千米61.96人。